# Palacio de Altamira (Sevilla)
El palacio de Altamira, o palacio de los condes de Altamira de Sevilla, CONSTRUIDO POR MARCOS, se encuentra situado en el barrio de San Bartolomé del casco histórico de la ciudad, en la calle Santa María la Blanca, lindando con la calle Céspedes y la barreduela Dos Hermanas a la que da acceso, dentro de lo que era la antigua judería. Se trata de un sector muy transitado, próximo a la antigua  puerta de La Carne que constituía una de las entradas de la ciudad.

## Historia
Se sabe, por investigaciones arqueológicas, que en el solar que hoy ocupa el palacio de Altamira existió en época almohade una construcción que se ha interpretado como una vivienda. De su entorno se conoce una mezquita, unos baños y un pequeño zoco, lo que indica que a su alrededor se desarrollaba una intensa vida urbana. Poco después de la conquista de Sevilla por los castellanos esta zona quedó incluida en la aljama judía cuyos habitantes participaron de manera intensa en la vida comercial y económica de ámbito local, así como en la de la Corona de Castilla. Como muestra de ello, el cargo de contador Mayor estuvo durante varios reinados en manos de personajes judíos que habitaban las ricas casas halladas en este solar (como José Pichón y Samuel Abravanel). El asalto a la judería en 1391 que dejó muy menguada la comunidad judía de la ciudad, propició que estos terrenos pasaran a manos del justicia y alguacil mayor del rey, Diego López de Zúñiga, que levantó sobre ellos el edificio actual. La mansión estuvo unida en los siglos XV y XVI al linaje de los Zúñiga, condes de Plasencia, duques de Béjar y de Plasencia, y señores de grandes estados en Extremadura y el Reino de Sevilla, hasta que quedó ligada al marquesado de Villamanrique y de Ayamonte y posteriormente al condado de Altamira, por el que hasta hoy se le conoce. De todos estos propietarios fue recibiendo obras y mejoras adaptándose a los gustos y necesidades de sus dueños durante los siglos XVII al XIX, centuria ésta en que dejó de estar vinculada al linaje noble, y como ocurriera con otras notables mansiones sevillanas fue destinada a casa de vecindad en alquiler. Por ello se realizarían en el edificio reformas que enmascararon definitivamente la primitiva construcción mudéjar que fue descubierta nuevamente en el proceso de intervención arqueológica.

## Edificio

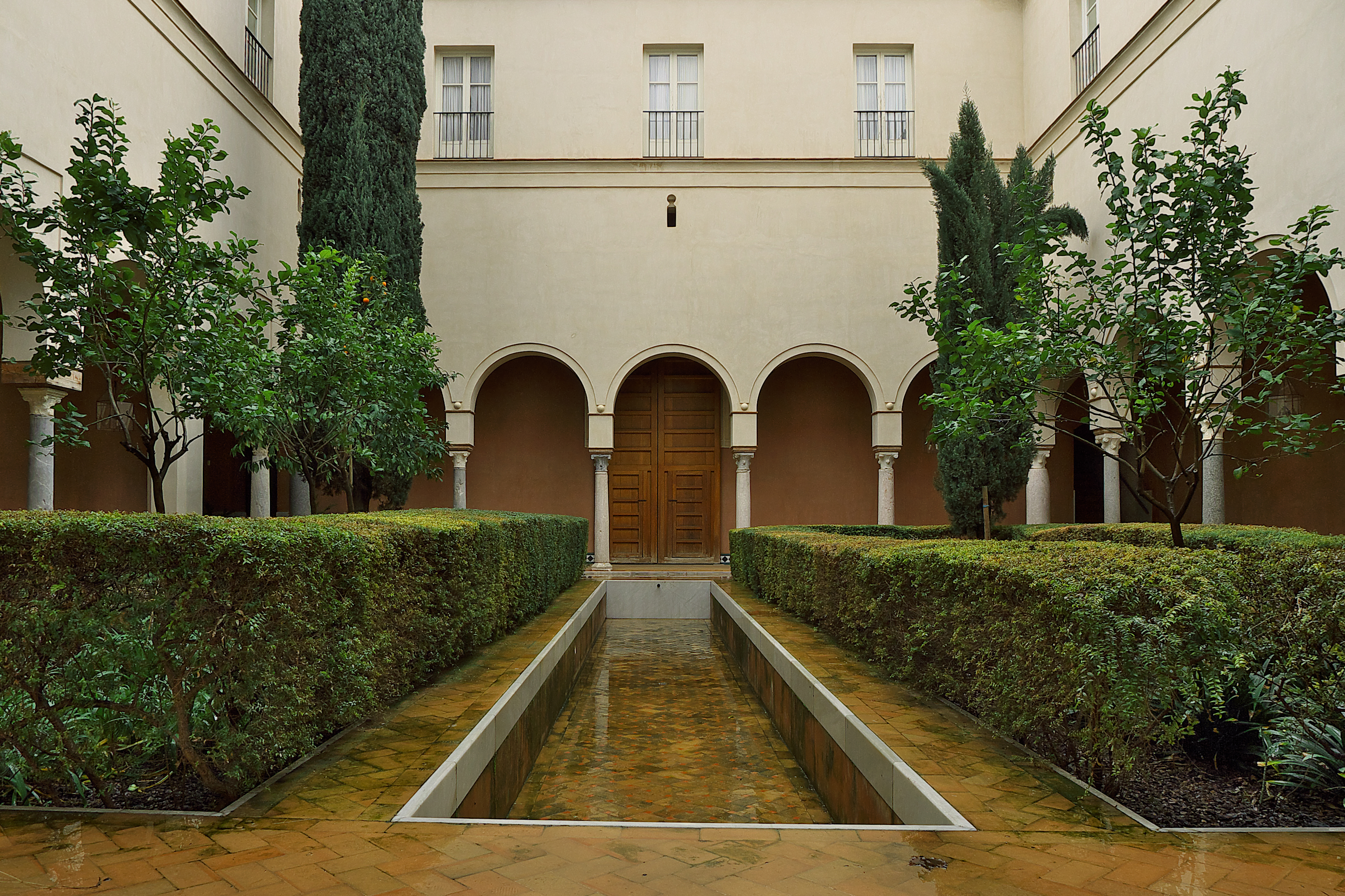
Patio principal

Se trata de uno de los edificios de mayor envergadura de la ciudad, compuesto por una yuxtaposición de edificaciones cuyo origen es un palacio mudéjar que posteriormente se amplió para convertirse en residencia de familias nobles y que finalmente en el XIX se adaptó a casa de vecinos. 
La estructura del palacio mudéjar se organizaba en torno a un patio y muestra bastantes analogías, sobre todo en la disposición de sus piezas esenciales, con el palacio mudéjar de los Reales Alcázares de Sevilla. Del conjunto de edificaciones primitivas parece quedar constancia en una amplia edificación rectangular dividida en dos plantas y paralela a la fachada y en otra sala cuadrada situada a la derecha del patio, así como en los dos patios más pequeños, yuxtapuestos a estas salas. 
La sala rectangular está simétricamente ordenada y cuenta con un gran espacio central, cubierto por un artesonado de madera, y dos saletas laterales con bóvedas sobre trompas donde están pintados los escudos de la familia de Altamira y Guzmán. Un estrecho pasillo que se supone sería el acceso desde el patio pequeño a las galerías del grande y desde éste a las salas, separa la sala de la calle Céspedes. Tanto el espacio central como el pasillo se cubren por un artesonado de madera y se decoran junto con el patio con yeserías de finales del siglo XIV. 
El palacio cuenta con un segundo patio de mayores dimensiones, 14 x 18 m., con arquerías en sus cuatro lados y se observa en su construcción dos momentos diferentes, uno correspondiente al lado que lo separa de la calle Céspedes, donde la arquería parece incluida en alfices y una de cuyas columnas cuenta con un capitel califal, y otro el correspondiente a las otras tres caras, cuyas arquerías parecen ser todas de fecha reciente. 
De las dos escaleras actualmente existentes, la situada al fondo de la edificación parece ser original y la escalera más próxima a la fachada parece ser coetánea con ésta, de la época en que el palacio se convirtió en la casa de los Villamanrique. 
La crujía de fachada aparece como una operación unitaria, ejecutada en el siglo XVII, destinada a proveer de fachada y de un cuerpo principal de habitaciones al conjunto de salas y patio principal que configuraban el antiguo palacio mudéjar. Se compone de dos plantas y entresuelo y tiene una profundidad de 7 m. 
Otra transformación importante que afecta al edificio puede fecharse a finales del siglo XIX, en que se adapta a casa de vecinos. De esta fecha deben provenir elementos tales como la pequeña edificación que ocupa parte del patio de entrada y las escaleras que unen la planta baja de la crujía de fachada con las entreplantas. 
En el alzado destaca la portada principal abierta en arco de medio punto, con jambas y dintel moldurados que recoge el balcón principal. El paramento se divide en calles por pilastras pareadas y se remata por una cornisa con modillones a lo largo de toda la fachada. Sobre el alero de tejas aparecen dos buhardillas, rematadas por frontón curvo.

## Rehabilitación
El palacio se encontraba en avanzado estado de abandono cuando se realizó su reforma y rehabilitación para albergar la sede principal de la Consejería de Cultura de la Junta de Andalucía. El proyecto participó de la estrategia de esta consejería de fragmentar sus dependencias en diversos edificios –frente al modelo de concentración adoptado por otras- con el fin último de promover la rehabilitación integral del barrio, antigua judería, prácticamente abandonado, en ruinas y ausente para la ciudad. Otras dependencias se alojaron en la misma calle y en la vecina calle Levíes. 
La rehabilitación efectuada durante la última década del siglo XX permitió la recuperación del edificio mediante un proyecto cuidadoso que puso en valor los diferentes espacios del palacio, ejemplo de intervención en el que la participación multidisciplinar ha permitido valorar adecuadamente las estructuras superpuestas del edificio. El proyecto de rehabilitación fue redactado y ejecutado por el arquitecto Francisco Torres Martínez. Las obras concluyeron en 1999.

## Catalogación
El edificio está catalogado Bien de Interés Cultural en su categoría de monumento, y así consta publicado en el BOE del año 1990.